# Алиев, Шихбала Абульфас оглы
Шихбала Абульфас оглы Алиев (28 марта 1910, Баку — 9 июля 1960, Баку) — азербайджанский советский химик, вошедший в историю азербайджанской науки как первый ученый, получивший степень кандидата химических наук. Его изобретения и научные исследования в годы Второй мировой войны помогли развитию нефтехимической промышленности.

## Биография
Родился 28 марта 1910 года в городе Баку (сел. Бинагади) Азербайджана. В 1931 году, окончив Азербайджанский педагогический институт, он поступил в аспирантуру Ленинградского государственного университета, а в 1934 году на Ученом Совете Ленинградского государственного университета защитил диссертацию на соискание ученой степени кандидата химических наук и вошёл в историю азербайджанской науки как первый ученый, получившего ученую степень кандидата химических наук. В 1941 году он назначен директором Института химии и ему поручается ответственная задача перестройки тематического плана института на военный лад, выполнение и внедрение ряда научных тем, имеющих оборонное значение.
В период Великой Отечественной войны Алиев Шихбала Абульфас оглы выполнил ряд важных работ в области химии нефти. К наиболее важным разработкам, руководимым Алиевым в 1941—1943 годы Институте химии, относятся производство угольных изделий и электроизоляционных материалов из местного сырья, электроизоляционных лаков, огнезащитных красок, окиси кобальта, ванадиевого катализатора из отходов сернокислотного производства, получение едкого натрия, йода, брома из буровых вод, люминофоров, стирола и полистирола, очистка тюленевого жира для мыловаренного производства и многие важные проекты военного времени.
Шихбала Алиев разработал перспективные методы получения органических веществ из нефти и нефтепродуктов и на промыслах Азербайджана стал использоваться метод депарафинизации нефтяных и выкидных линий скважин, что повысил производительность этих скважин. Им были разработаны механизмы образования бензола и толуола при крекинге с хлористым алюминием, а также образования толуола и стирола при крекинге в паровой фазе. Находит своё практическое применение работа Алиева по получению стирола и полистирола из местных нефтепродуктов, которая была выполнена им по заказу оборонной промышленности страны. Наряду с этим, им осуществляется исследование по внедрению экспресс-метода для определения группового состава керосинов.
Профессор Шихбала Алиев выполнил ряд научных исследований в области нефтехимии. В деятельности Алиева военного периода большое внимание уделялось получению высококалорийных и высокоплотных топлив, синтезу новых полимерных термостойких продуктов, крекинга керосина с хлористым алюминием, изучению горючих сланцев из месторождений Азербайджана и многие другие. Алиевым в кратчайшие сроки выполнены спецработы и поручения Правительства по замене химического поглотителя против стойко-отравляющих и кислых О. В. местными глинами, исследованию горючих сланцев Кубинского района, очистке толуоловой фракции местными глинами, католическому реформингу бензина Б-70 хлористым алюминием в паровой форме, исследованию по выяснению механизма распада однозамещенных бензола, образования толуола и метилстирола многие очень важные работы необходимые для победы над врагом.
Характерной особенностью его научной деятельности было многообразие новых идей и органическая связь тематики теоретических исследований с практическими задачами. Большой научно-практический интерес представила работа профессора по получению стирола из нефти, который являлся основным компонентом нового искусственного каучука типа Буна. Профессором Алиевым также впервые исследованы горючие сланцы Азербайджана, а составленная им монография подробно освещала физико-химическую природу горючих сланцев Азербайджана и методы переработки их на высококачественное топливо для моторов внутреннего сгорания и различные ассортименты химикалей.
В 1942 году, он на Ученом Совете Академии наук СССР под руководством академика Алексея Фаворского, защитил докторскую диссертацию на тему «Механизм образования толуола и стирола при крегинге в паровой фазе», стал одним из первых докторов химических наук Азербайджана. Значимость диссертации ученого, посвященной исследованиям в области синтеза толуола, подтвердилась в годы войны, когда была большая потребность в этом химическом соединении, внедрение этого открытия позволило увеличить выработку толуола по стране. По решению Высшей Аттестационной Комиссии СССР (ВАК СССР) в 1944 году он получил звание первого профессора Азербайджана по специальности «Общая химия».
В основу его деятельности был положен принципиальный тезис о необходимости повышения образования и воспитания талантливой молодежи в области химической науки. В военные годы ученый продолжает активную педагогическую деятельность, являясь одновременно заведующим кафедрой Азербайджанского педагогического института, профессором кафедры химии и технологии нефти Азербайджанского индустриального института им. М.Азизбекова (ныне Азербайджанская нефтяная академия), а в 1950 году он организовывает кафедру «Общая Химия» во вновь созданном Азербайджанском политехническом институте.
Шихбала Абульфас оглы Алиев являлся общественным деятелем и в течение 1950—1960 годов он, как заместитель Председателя Азербайджанского филиала Всесоюзного Общества имени Д. И. Менделеева, проводил активную общественную работу, был участником многих международных конференций. Умер 9 июля 1960 года в результате несчастного случая в ходе проведения исследовательских работ и экспериментов в руководимой им лаборатории.

## Признание
Шихбала Алиев имеет ряд благодарностей от различных военных организаций: Военно Морского Флота, Главного Управления Связи Красной Армии и др. Шихбала Алиев также неоднократно получал благодарности от Президиума Азербайджанского филиала АН СССР за правильную организацию и перестройку тематического плана Института химии на военный лад, за успешное выполнение и внедрение ряда тем, имеющих особо важное оборонное значение.
За научные труды Шихбала Алиев получил авторские свидетельства, выданные Комитетом по Делам Изобретений и Открытий при Совете Министров СССР, среди которых такие работы как получение высокоплотного и высококоллоидного топлива для современной авиационной техники, получение высококалорийного топлива для современной авиационной техники, получение брикетированного топлива из отбросов кислых гудронов и изгари и многие другие.

## Награды
- орден «Знак Почёта» (1945)
- Медаль «За доблестный труд в Великой Отечественной войне 1941—1945 гг.»
- Медаль «За трудовую доблесть» (1946).